# Miłosna (województwo opolskie)
Miłosna (w j. niem. Oberförsterei Wierschlesche) – osada leśna w Polsce położona w województwie opolskim, w powiecie strzeleckim, w gminie Jemielnica.